# 列島くらべてグルメ!
『列島くらべてグルメ!』（れっとうくらべてグルメ）は、1994年4月14日から同年9月22日まで日本テレビ系列局で放送されていた日本テレビ製作のグルメ番組である。全16回。放送時間は毎週木曜 19時00分 - 19時54分（日本標準時）。

## 番組概要
和田アキ子が司会を務めていた料理対決番組である。
日本テレビの木曜19時台が1時間のレギュラー番組になるのは、開局以来この番組が初めてとなった。
CM枠は、番組前半ではスポットCMか番組番宣で（系列局によってはローカルスポンサー）、後半ではネットスポンサーになっていた。

## 放送内容
1. ラーメン 博多×札幌
2. 和菓子 京都×鎌倉
3. デパート地下 （秘）パン×マグロ弁当
4. 能登×紀伊 海産物
5. 下町洋食 荒川線×世田谷線
6. ランチ 銀座×渋谷
7. 料理名人と主婦の包丁対決
8. 激安美味対決 回転寿司×ファミレス
9. 激安バスツアーで食べ放題
10. 東西激安王
11. 料理名人と主婦の包丁対決（その2）
12. 激戦区ライバル大戦争
13. 食べてやせる!? 大特集
14. 爆走トラック大特集
15. 寿司特集
16. 料理名人と主婦の包丁対決（その3）

（参考：『下野新聞縮刷版』1994年4月14日 - 9月22日各付のラジオ・テレビ欄）
| 日本テレビ系列 木曜19:00枠                                                                                              | 日本テレビ系列 木曜19:00枠                            | 日本テレビ系列 木曜19:00枠                             |
| 前番組 | 番組名                                                | 次番組                                                 |
| --- | ----------------------------------------------------- | ------------------------------------------------------ |
| 追跡 （1988年4月7日 - 1994年3月24日） ※19:00 - 19:30、帯番組木曜スペシャル （1988年4月 - 1994年3月31日） ※19:30 - 20:54 | 列島くらべてグルメ! （1994年4月14日 - 1994年9月22日） | 嗚呼!バラ色の珍生!! （1994年10月27日 - 2001年3月15日） |